# Захват острова Горе
Захват острова Горе (Capture of Gorée) — морская операция времён Семилетней войны, в ходе которой 29 декабря 1758 года английский экспедиционный корпус под командованием адмирала Огастеса Кеппеля захватил французский остров Горе (современный Дакар, Сенегал).

## Предыстория
Остров Горе, который находится на западном побережье Африки, был завоёван Францией в 1677 году и вскоре стал важным пунктом торговли африканскими рабами на атлантическом побережье.
В 1756 году началась Семилетняя война, в которой Великобритания выступила против Франции. Великобритания использовала своё превосходство на море, чтобы нападать на острова и порты вдоль побережья Франции, но эти действия не дали больших результатов. Поэтому флот Великобритании начал экспедицию к колониальным территориям Франции. В апреле 1758 года британская экспедиция достигла главного французского порта в западноафриканском регионе Сен-Луи и после короткого сражения захватила его 1 мая. Воодушевлённые лёгким успехом, англичане начали экспедицию на близлежащий остров Горе.
24 мая британская эскадра под командованием Генри Марша достигла острова и сразу же начала обстрел форта. Однако Марш недооценил оборонительные возможности форта и спустя два с половиной часа прекратил обстрел и отступил. В этом сражение командующий потерял 20 человек и ещё 40 человек были ранены, а корабли получили сильные повреждения. Вскоре после возвращения эскадры в Великобританию началась подготовка нового военного похода в Африку с целью захвата острова Горе. 11 ноября 1758 года войска под командованием подполковника Уорга, назначенного губернатором Сенегала, на 11 кораблях эскадры адмирала Огастеса Кеппеля отплыли из Кинсейла (Ирландия) в Африку. В подчинении Уорга был 76-й пехотный полк и два батальона 66-го пехотного полка:
| Название корабля  | тип корабля           | капитан           |
| ----------------- | --------------------- | ----------------- |
| HMS Torbay        | линейный корабль      | Томас Оуэн        |
| HMS Nassau        | линейный корабль      | Джеймс Сойер      |
| HMS Fougueux      | линейный корабль      | Джозеф Найт       |
| HMS Dunkirk       | линейный корабль      | Роберт Дигби      |
| HMS Lichfield     | линейный корабль      | Мэтью Бартон      |
| HMS Prince Edward | фрегат                | Уильям Фортескью  |
| HMS Experiment    | фрегат                | Джон Картер Аллен |
| HMS Roman Emperor | шлюп                  | Уильям Ньюсом     |
| HMS Saltash       | шлюп                  | Уолтер Стерлинг   |
| HMS Firedrake     | бомбардирский корабль | Джеймс Оррок      |
| HMS Furnace       | бомбардирский корабль | Джонатан Фолкнор  |

Переход до Сенегала не прошёл гладко. 28 ноября линейный корабль HMS Lichfield потерпел кораблекрушение у побережья Марокко. Оставшиеся в живых члены команды были взяты в плен султаном Марокко Мохаммедом III бен Абдаллахом, пока не были выкуплены британским правительством в августе 1760 года.

## Сражение
28 декабря 1758 года в 3 часа дня эскадра встала на якорь недалеко от острова Горе. Рано утром солдаты сели в лодки, готовые к высадке под прикрытием шлюпа HMS Saltash. Линейные корабли HMS Dunkirk, HMS Nassau, HMS Torbay, HMS Fougueux встали напротив батареи форта на острове для прикрытия бомбардирских кораблей. В 9:00 утра атаку начал фрегат HMS Prince Edward, затем к нему присоединились и другие корабли, но обстрел был не постоянный из-за плохой погоды. К полудню погода улучшилась и артиллерийский обстрел начался со всех кораблей, через несколько часов батарея на острове была подавлена. С наступлением темноты командир крепости де Сен-Жан сдал остров. Солдаты под руководством Уорга высадились на остров, гарнизон был взят в плен (около 300 французских солдат) и захвачено 110 пушек и мортир, потери среди британцев были незначительны.

## Последствия
Взятие острова Горе стало крупным успехом Великобритании, но остров был слишком периферийным, чтобы иметь высокую стратегическую ценность. Однако он был важен для экономического развития региона, а также Франция лишилась базы поддержки своих войск в Индии. Остров оставался под британской оккупацией до 1763 года, когда он был возвращён Франции после подписания Парижского мирного договора.

## Примечание
1. 1 2  Frank McLynn. 1759: the year Britain became master of the world. — Pimlico, 2005. — P. 92. — 422 p.
2. ↑  UNESCO World Heritage Centre. Центр всемирного наследия -. UNESCO World Heritage Centre. Дата обращения: 29 августа 2019. Архивировано 16 мая 2017 года.
3. ↑  ЭСБЕ/Горея — Викитека. ru.wikisource.org. Дата обращения: 29 августа 2019. Архивировано 11 июня 2020 года.
4. 1 2  Marian Füssel. La guerra dei sette anni. — Società editrice il Mulino. — 2013. — S. 67—68. — 152 S.
5. 1 2  A Complete history of the present war [microform : from its commencement in 1756, to the end of the campaign, 1760, in which all the battles, sieges, and sea-engagements, with every other transaction worthy of public attention, are faithfully recorded, with political and military observations]. — London : Printed for W. Owen ... L. Davis and C. Reymers ... and J. Scott ..., 1761. — 574 с.
6. ↑  Le Traité de Paris du 10 février 1763 - Le site de l'association Frontenac-Amériques. www.frontenac-ameriques.org. Дата обращения: 29 августа 2019. Архивировано 20 марта 2021 года.